# Acalypha supera
Acalypha supera é uma espécie de flor do gênero Acalypha, pertencente à família Euphorbiaceae.